# بازگشت مومیایی
بازگشت مومیایی (به انگلیسی: The Mummy Returns) فیلمی به نویسندگی و کارگردانی استیون سامرز محصول سال ۲۰۰۱ آمریکا است که از بازیگران اصلی آن می‌توان به برندن فریزر، ریچل وایس، اودد فهر، دوئین جانسون (در نقش شاه عقرب)، آرنولد وسلو، پاتریشیا ولاسکوئز، الون آرمسترانگ و شائون پارکز اشاره کرد.